# Bradaford
Bradaford – osada w Anglii, w hrabstwie Devon, w dystrykcie Torridge, w civil parish Virginstow. Leży 6 km od miasta Holsworthy. Bradaford jest wspomniana w Domesday Book (1086) jako Bradeford.